# Aldersbach
Aldersbach je obec v německé spolkové zemi Bavorsko, v zemském okrese Pasov ve vládním obvodu Dolní Bavorsko.
Žije zde přibližně 4 400 obyvatel.

## Sousední obce
Aidenbach, Johanniskirchen, Künzing, Osterhofen, Roßbach, Vilshofen an der Donau